# 베를린 트레프토어 파르크역
베를린 트레프토어 파르크역(Bahnhof Berlin Treptower Park)은 베를린 트레프토쾨페니크구 알트트레프토에 있는 철도역이다. 베를린 S반의 베를린 순환선과 괴를리츠 근교선이 분기하는 역이다. 트레프토 공원의 서쪽에 위치해 있으며, 엘젠슈트라세(Elsenstraße)/안덴트레프타워스(An den Treptowers) 도로에 평행하게 배치되어 있다. 역 북쪽으로는 오버슈프레 순환선철교(Ringbahnbrücke Oberspree)가 지나가며, 남쪽으로는 푸시킨알레(Puschkinallee) 상부를 지난다.
승강장은 2면 4선이며, 외선으로는 순환선, 내선으로는 괴를리츠선의 근교선 열차가 정차한다. 승강장 중앙부와 남쪽 끝으로 출구가 있으며, 중앙부 출구에는 엘리베이터가 설치되어 있다. 승강장 2면 모두 베를린 S반의 주요역 20곳 중 하나로 열차 출발을 승강장에서 통제한다. 남쪽으로 진행하는 S반 승강장은 1인 승무를 위한 ZAT-FM이 설치되어 있다.

## 인접 정차역
베를린 버스 노선과 환승할 수 있다.
| 베를린 S반                        | 베를린 S반 | 베를린 S반                          |
| --------------------------------- | ---------- | ----------------------------------- |
| 오스트크로이츠 반시계방향 순환    | S41 · S42  | 조넨알레 시계방향 순환              |
| 오스트크로이츠 비르켄베르더 방면  | S8         | 플렌터발트 그뤼나우·빌다우 방면     |
| 오스트크로이츠 팡코 방면          | S85        | 플렌터발트 쇠네바이데·그뤼나우 방면 |
| 바르샤우어 슈트라세 슈판다우 방면 | S9         | 플렌터발트 BER 공항 방면            |

## 참고 문헌
- Berliner S-Bahn-Museum, 편집. (2002). 《Strecke ohne Ende. Die Berliner Ringbahn》 6판. Berlin: GVE. ISBN 3-89218-074-1.
- Wolfgang Kramer, Jürgen Meyer-Kronthaler (1998). 《Berlins S-Bahnhöfe. Ein dreiviertel Jahrhundert》. Berlin: be.bra. ISBN 3-930863-25-1.